# جونگ جین وون
جونگ جین وون (کره‌ای: 정진운؛ زادهٔ ۲ مه ۱۹۹۱) که بیشتر با نام جین‌وون (کره‌ای: 정진운) شناخته می‌شود، خواننده و بازیگر اهل کره جنوبی است. او به عنوان یکی از اعضای گروه پسرانهٔ توای‌ام در ژوئیه ۲۰۰۸ فعالیت خوانندگی را آغاز کرد و حرفهٔ بازیگری خود را در سال ۲۰۱۲ و از طریق ایفای نقش در مجموعه تلویزیونی رؤیای بلند ۲ در نقش جین یو جین آغاز کرد.

## فیلم‌شناسی

### فیلم
| سال  | عنوان                 | نقش                | توضیحات          | منابع |
| ---- | --------------------- | ------------------ | ---------------- | ----- |
| ۲۰۲۱ | فقط من می‌توانم ببینم  | جانگ گون           | فیلم ترسناک      | [ ۲ ] |
| ۲۰۲۱ | برادر                 | کانگ سو            |                  | [ ۳ ] |
| ۲۰۲۲ | اوه روح من            | استودیو اف‌دی ته‌مین | فیلم کمدی ترسناک | [ ۴ ] |
| ۲۰۲۲ | صدای دوست‌داشتنی: آغاز | کی                 | موسیقی فیلم      | [ ۵ ] |
| ن/م  | من اینجام             |                    |                  | [ ۶ ] |
| ن/م  | ریباند                | به گیو هیوک        |                  | [ ۷ ] |

### مجموعه تلویزیونی
| سال  | عنوان            | شبکه            | نقش            | توضیحات                 | منابع  |
| ---- | ---------------- | --------------- | -------------- | ----------------------- | ------ |
| ۲۰۱۱ | رؤیای بلند       | کی‌بی‌اس۲         | رقصنده         | حضور افتخاری (قسمت ۱۶)  |        |
| ۲۰۱۲ | رؤیای بلند ۲     | کی‌بی‌اس۲         | جین یو جین     |                         |        |
| ۲۰۱۳ | خانواده          | کی‌بی‌اس۲         | کانگ دونگ وون  | حضور افتخاری            |        |
| ۲۰۱۴ | ازدواج بدون قرار | تی‌وی‌ان          | هان یو روم     |                         |        |
| ۲۰۱۶ | مادام آنتونی     | جی‌تی‌بی‌سی        | چوی سونگ چان   |                         |        |
| ۲۰۱۸ | بگذار معرفی کنم  | اس‌بی‌اس          | لی هی یونگ     |                         | [ ۸ ]  |
| ۲۰۱۸ | سی اما هفده      | اس‌بی‌اس          | جونگ جین وون   | حضور افتخاری (قسمت ۲۴)  |        |
| ۲۰۲۱ | ارزششو نداره     | نتفلیکس         | دوست‌پسر کارسون | حضور افتخاری (قسمت ۶–۷) | [ ۹ ]  |
| ۲۰۲۱ | پلیس دوستانه     | اوله تی‌وی، شیزن | کیم سون کیونگ  | میدنایت تریلر           | [ ۱۰ ] |

### برنامه تلویزیونی
| سال  | عنوان                  | نقش        | توضیحات                          | منابع  |
| ---- | ---------------------- | ---------- | -------------------------------- | ------ |
| ۲۰۱۲ | قانون جنگل             | خودش       | ماداگاسکار                       |        |
| ۲۰۱۵ | قانون جنگل             | خودش       | یاپ آیلند، هیدن کینگدام (برونئی) |        |
| ۲۰۱۷ | قانون جنگل             | خودش       | فیجی، اقیانوس آرام               |        |
| ۲۰۱۶ | پادشاه خواننده نقابدار | شرکت کننده | قسمت ۷۳                          |        |
| ۲۰۲۲ | استایل می              | مجری       | فصل ۳                            | [ ۱۱ ] |

### مجموعه اینترنتی
| سال  | عنوان         | نقش          | توضیحات   | منابع  |
| ---- | ------------- | ------------ | --------- | ------ |
| ۲۰۲۲ | #رمانتیک سیتی | عضو بازیگران | در تایلند | [ ۱۲ ] |

### حضور در موزیک ویدئو
| سال  | نام آهنگ                                           | آرتیست |
| ---- | -------------------------------------------------- | ------ |
| ۲۰۱۱ | «تو به سمت من قدم می‌زنی» (You, Walking Towards Me) | خودش   |
| ۲۰۱۱ | «حالا یا هیچ‌وقت» (Now or Never)                    | خودش   |